# Sendemast Wessjolowka
Der Sendemast Wessjolowka ist ein 151 Meter hoher Sendemast zur Verbreitung von UKW- und TV-Programmen in Wessjolowka im Rajon Tschernjachowsk der Oblast Kaliningrad. Der 1965 errichtete Sendemast ist ein abgespannter Stahlrohrmast von ungewöhnlicher Bauweise vom Typ 30107 KM, denn in zwei Ebenen führen je drei mit Laufstegen ausgerüstete Querträger zu den Abspannseilen.

## Abgestrahlte Programme

### OIRT-Band
| Programm     | Frequenz  | TRP   |
| ------------ | --------- | ----- |
| Radio Rossia | 65,90 MHz | 4 kW  |
|              | 67,46 MHz | 4 kW  |
|              | 68,24 MHz | 4 kW  |
|              | 68,99 MHz | 500 W |
|              | 69,89 MHz | 4 kW  |
|              | 70,31 MHz | 500 W |
|              | 73,61 MHz | 1 kW  |

### UKW
| Programm | Frequenz  | TRP  |
| -------- | --------- | ---- |
|          | 106,6 MHz | 1 kW |

### TV
| Programm             | Frequenz   | Kanalnummer | TRP   |
| -------------------- | ---------- | ----------- | ----- |
| Первый канал         | 189,25 MHz | 7           | 5 kW  |
| Россия / ГТРК Янтарь | 210,25 MHz | 10          | 5 kW  |
| план цифра           | 471,25 MHz | 21          | 1 kW  |
| Euronews             | 543,25 MHz | 30          | 5 kW  |
|                      | 583,25 MHz | 35          | 20 kW |
|                      | 623,25 MHz | 40          | 5 kW  |
|                      | 655,25 MHz | 44          | 1 kW  |
| цифра заявка         | 679,25 MHz | 47          | 20 kW |
|                      | 703,25 MHz | 50          | 1 kW  |
| цифра                | 751,25 MHz | 56          | 20 kW |
|                      | 759,25 MHz | 57          | 20 kW |